# Comtat d'Hesdin
El comtat d'Hesdin fou una jurisdicció feudal de Flandes que va existir als segles XI i XII. Estava situat a la vall de la Canche, al flanc dret del comtat de Saint Pol.
El castell d'Hesdin (població i castell foren abandonats al segle xvi) s'hauria establert com a molt aviat vers el 1020 o 1030 (segurament una mica després) per iniciativa del comte de Flandes que hi hauria instal·lat un comte vassall; els motius haurien estat militars i econòmics. En dos documents del 1000 i 1056 apareix un suposat comte anomenat Alolf; en el primer es fa referència a un acord amb l'abat de Saint Saulve de Montreuil sobre la vila de Cavron-Saint-Martin, on es reprodueixen uns acords que en realitat corresponen a un conveni molt posterior (1148) amb el comte Bernat, i hauria estat falsificat per donar més antiguitat a aquest acord. Hi ha un altre document del 1047 que és sens dubte fals. I el de 1056 és una relació de testimonis a una donació del comte de Flandes a l'abat de Saint Bertin, que en realitat hauria estat treta d'un acte autèntic del 1042 i en la que el nom d'Alof s'hauria afegit a la llista de testimonis originals.
El primer comte testimoniat sense dubte és Walterius o Gautier I, en un diploma datat el 1065. Subscriu també dues actes a abat de Corbie en favor de l'abadia d'Hasnon. Es pensa que podria estar emparentat a la casa comtal d'Amiens però no és gens segur. Hauria mort vers el 1067 i el seu successor fou el seu fill gran Enguerrand (tenia un altre fill de nom Gerard) que va restaurar l'abadia de Saint Silvin d'Auchy-les-Moines i va fundar el priorat de Sant Jordi prop d'Hesdin (que el 1094 va quedar afiliat a l'abadia d'Anchin). Emn aquest temps Robert II de Flandes (1093-1111) va fer diversos actes a Hesdin que proven l'autoritat creixent de Flandes al comtat. Després del 1100 el va succeir el seu fill Gautier II.
El 1111 a Balduí VII de Flandes (1111-1119) va ocupar el comtat per causes desconegudes però el va retornar a Gautier el 1112; Gautier va veure el perill i es va unir al complot dirigit per Hug III Candavène comte de Saint Pol, tramat per la comtessa Clemència de Borgonya vídua de Robert II de Flandes que tenia per objectiu excloure Carles de Dinamarca (Carles el Bo) del comtat de Flandes (que li pertocava pl seu matrimoni amb l'hereva Adela, germana de Robert II i parenta més propera de Balduí VII de Flandes, posant al tron a Carles d'Ypres. Carles el Bo va derrotar els conjurats, va entrar a Saint Pol i va arrasar el comtat i va obligar a Hug III i a Gautier a demanar la pau. Gautier va perdre el seu comtat que Carles va donar a un desconegut Anselm, esmentat entre 1120 i 1127 en quatre cartes, la darrera l'abril del 1127.
Carles el Bo fou assassinat el 2 de març de 1127 i els seus enemics van tornar al poder. La seva vídua Margarita de Clermont es va casar amb Hug III Candavène comte de Saint Pol que va rebre el comtat d'Hesdin del nou comte de Flandes Thierry (1128-1168) al que havia donat suport. Apareix esmentat a Hesdin almenys fins al 1137, però segurament va governar fins al 1141 quan va donar suport a la coalició d'anglesos i el comte d'Hainaut que fou derrotada i Hug III hauria mort a la lluita.
El seu fill Enguerrand el va succeir a Sant Pol, però Hesdin que era un feu flamenc fou donat a un comte de nom Bernat. Apareix el 1148 signant un acord que al segle xiii convenia envellir i fer remuntar vers l'any 1000. El 1151 el comte Bernat que se sap que tenia fills, desapareix sense explicació i Thierry hi nomena un castellà; el comtat desaparegué.

## Llista de comtes
- Alolf vers 1050-1060
- Gautier I vers 1060-1067
- Enguerrand 1067-110?
- Gautier II 110?-1119
- Anselm 1119-1127
- Hug Candavène (Hug III de Saint Pol) 1127-1141
- Bernat 1141-1151
- Incorporat a Flandes 1151